# Julie Caitlin Brown

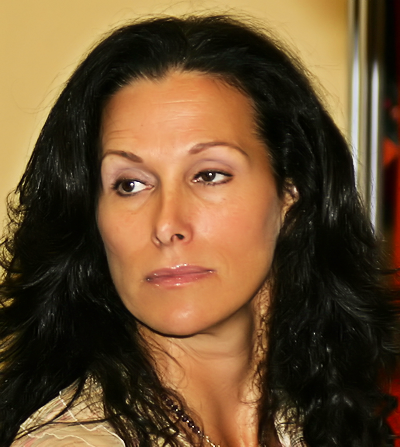
Julie Caitlin Brown in 2005

Julie Caitlin Brown (San Francisco, 27 januari 1961) is een Amerikaans actrice, filmproducente, scenarioschrijfster en zangeres.

## Biografie
Brown is geboren en opgegroeid in San Francisco, op achttienjarige leeftijd verhuisde zij naar Napa County (Californië) waar zij ging werken als jazz- en blueszangeres. Haar eerste ervaring met acteren begon in het theater, in 1983 speelde zij Maria Magdalena in de musical Jesus Christ Superstar. Eind jaren tachtig ging zij naar Florida, ze werkte mee aan reclamefilms en begon in 1989 te acteren voor televisie in de film Roxanne: The Prize Pulitzer. In 1990 verhuisde zij naar New York en ging weer in het theater te spelen. In 1992 verhuisde zij weer naar Californië. Ze vertolkte gastrollen in verschillende televisieseries zoals Star Trek: The Next Generation (1993), Babylon 5 (1994-1998), JAG (1996-2000) en Law & Order: Criminal Intent (2005). 
Brown heeft twee zonen, uit haar eerste huwelijk en nog een uit haar tweede huwelijk. Brown is ook actief als zangeres, zij heeft tot nu toe twee albums in eigen beheer uitgebracht.

## Filmografie

### Films
Uitgezonderd korte films.
- 2010 All About Evil – als Tammy Tennis
- 2010 Thoughts of Suicide on an Otherwise Lovely Day – als Jaycee Damon
- 1997 Murder Live! – als Julia Cafferty
- 1996 Lover's Knot – als Monique
- 1990 Miami Blues – als slachtoffer
- 1989 Roxanne: The Prize Pulitzer – als Lorraine Odasso

### Televisieseries
Uitgezonderd eenmalige gastoptredens.
- 1994 – 1998 Babylon 5 – als Na'Toth – 23 afl.
- 1993 Star Trek: The Next Generation – als Vekor – 2 afl.
- 1992 All My Children - als Julie Segal - 5 afl.

### Filmproducente
- 2016 Displacement - film
- 2010 Hunter Prey - film
- 2010 Thoughts od Suicide on an Otherwise Lovely Day – film
- 2005 Passing Darkness – film

### Scenarioschrijfster
- 2010 Thoughts od Suicide on an Otherwise Lovely Day – film

- Library of Congress Control Number: no2005069132
- MusicBrainz: 7a2305e6-d33f-41ca-868e-64c3135a61fb